# Чернацкий сельский совет
Чернацкий сельский совет (укр. Чернацька сільська рада) — входит в состав
Середино-Будского района
Сумской области
Украины.
Административный центр сельского совета находится в 
с. Чернацкое.

## Населённые пункты совета
- с. Чернацкое

## Ликвидированные населённые пункты совета
- с. Уборок